# Bahiga Hafez
Bahiga Hafez (em árabe: بهيجة حافظ, 1908-1983) foi uma roteirista egípcia, compositora, diretora, editora, produtora e atriz.

## Vida pessoal
Bahiga Hafez nasceu e cresceu em Alexandria em uma família aristocrática com vínculos com a monarquia. Hafez começou a estudar música no Cairo e depois passou a estudar composição musical em Paris, estudando piano no conservatório. Hafez fala francês, árabe e outras línguas.  Hafez era uma herdeira Pacha.
Depois de retornar ao Egito, ela morava no Cairo, onde ela frequentava salões literários. Também em seu retorno ao Egito, Hafez lançou um álbum intitulado Bahiga que tocava na transmissão de rádio da época. 
Em 1930, estrelou o filme Zeinab (1930). Isso levou sua família a deserdá-la, já que trabalhar no cinema era muito vergonhoso na época, especialmente para alguém de seu status social.

## Carreira
Hafez é frequentemente citada como sendo uma das mulheres pioneiras no cinema egípcio.
Ela começou sua carreira no cinema como atriz, estrelando o filme silencioso Zeinab (1930), dirigido por Mohamed Karim,  que também compôs a pontuação para. Karim procurou um rosto particularmente feminino para o papel principal, e depois de conhecer Hafez em uma festa, ofereceu-lhe o papel. O filme em si era bastante popular. Seu envolvimento neste projeto despertou seu interesse em trabalhar no cinema.
Hafez fundou a empresa Fanar Films em 1932. Com Fanar Films, Hafez co-dirigiu o filme al-Dahaya (1932), chamado "The Victims" em inglês, no qual também desempenhou um papel importante. Ela também foi compositora, compositora e editora do filme. Revelou o filme 3 anos depois com o som.
O primeiro filme dirigido por solo de Hafez foi Laila bint al-sahara (Laila the Desert Girl), 1937 (título alternativo: Laila bint al-Badawiyya), mas não foi lançado até 1944 com um novo título, Layla al-Badawiyya (Layla os beduínos). Hafez trabalhou como diretor, produtor (com Fanar Films), co-roteirista, compositor e atriz principal. O filme foi estreado no Festival de Cinema de Veneza em 1938, mas foi proibido de passar no Egito devido às suas representações negativas de persas, especialmente a realeza persa; deveria ser lançado no mesmo ano no Egito como o casamento do xá da Pérsia e da princesa Fawzia do Egito. Contudo, o filme não teve muito sucesso.
Depois de não trabalhar no filme por algum tempo, Hafez foi convidada pelo diretor Salah Abou Seif para participar como uma das princesas em seu filme el Qâhirah talâtîn (1966). Isso marcou o retorno de Hafez ao cinema, mas também a sua última aparição.
Muito do seu trabalho como cineasta se perdeu e apenas as menções de seu trabalho permanecem. Uma cópia de seu filme al-Dahaya foi encontrada em 1995.

## Filmografia
| Ano  | Título               | Título em inglês      | Créditos                                          |
| ---- | -------------------- | --------------------- | ------------------------------------------------- |
| 1930 | Zeinab               |                       | Atriz, compositora                                |
| 1932 | al-Dahaya            | The Victims           | Atriz, co-directora, designer, editora, produtora |
| 1934 | el Ittihâm           | The Accusation        | Atriz, produtora                                  |
| 1935 | al-Dahaya            | The Victims           | Atriz, directora, produtora                       |
| 1937 | Laila bint al-sahara | Laila the Desert Girl | Atriz, compositora, directora, produtora          |
| 1944 | Layla al-Badawiyya   | Layla the Bedouin     | Atriz, compositora, directora, produtora          |
| 1947 | Zahra                |                       | Atriz, produtora                                  |
| 1966 | el Qâhirah talâtîn   | Cairo 30              | Atriz                                             |